# 上海昆剧团
上海昆剧团，是上海昆剧表演团体。1978年由上海青年京昆剧团改名上海昆剧团。2011年，上海昆剧团由上海京昆艺术中心劃歸上海戏曲艺术中心管理。首任团长俞振飞，现任团长谷好好。

## 剧团
剧团在编人员124人，其中国家一级演（职）员12名，国家二级演（职）员30名，国家三级演（职）员54名，如王芝泉、方洋、计镇华、刘异龙、张洵澎、张铭荣、张静娴、岳美缇、梁谷音、蔡正仁等人。

## 剧目
- 传统折子戏：《活捉》、《下山》、《借茶》、《太白醉写》、《搜山打车》、《劈山救母》、《请神降妖》、《跪池》、《说亲》、《醉皂》、《小宴》、《骂曹》、《夜巡》、《挡马》、《男监》、《花判》等。
- 新编剧目：《墙头马上》、《牡丹亭》、《长生殿》、《十五贯》、《血手记》、《衩头凤》、《白蛇传》、《玉簪记》、《枯井案》、《铁冠图》、《占花魁》、《桃花扇》、《邯郸梦》、《琵琶行》、《烂柯山》、《司马相如》、《班昭》、《一片桃花红》、《龙凤衫》、《绣襦记》、《伤逝》等。

## 官方网址
- 上海昆剧团